# Gouverneur Kemble Warren

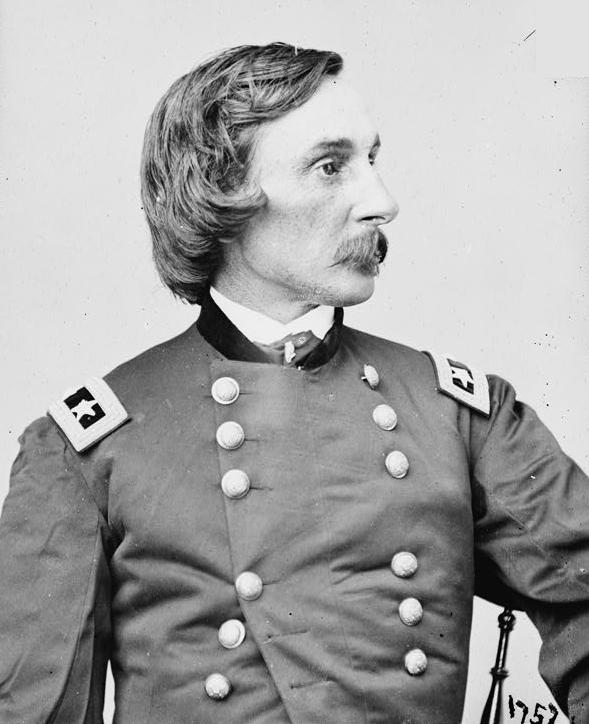
General Warren

Gouverneur Kemble Warren (* 8. Januar 1830 in Cold Spring, New York; † 8. August 1882 in Newport, Rhode Island) war General der United States Army.

## Leben
Warren besuchte die US-Militärakademie West Point und schloss sie 1850 als einer der Besten seines Jahrgangs ab, woraufhin er Offizier im Pionierkorps der United States Army wurde.
Bei Beginn des Amerikanischen Bürgerkriegs wurde er Oberstleutnant, bald darauf Kommandeur des 5. New York Infanterieregiments, mit dem er bei Big Bethel und vor Yorktown kämpfte, bevor er eine Brigade im V. Korps übernahm, an deren Spitze er in der Schlacht von Gaines Mill (siehe Sieben-Tage-Schlacht) verwundet wurde.
Nachdem er sich in der Schlacht am Malvern Hill und der zweiten Schlacht am Bull Run weiter ausgezeichnet hatte, wurde er zum Brigadegeneral der Freiwilligen befördert. Er behielt das Kommando über die Brigade, bevor er als Pionieroffizier zum Stab der Potomac-Armee wechselte. Während der Schlacht von Gettysburg bekleidete er, inzwischen zum Generalmajor befördert, das Amt des Pionierkommandeurs der Potomac-Armee und erkannte als erster die Bedeutung des Little Round Top für die linke Flanke der Armee und leitete die ersten Maßnahmen zur Verteidigung des Hügels ein.

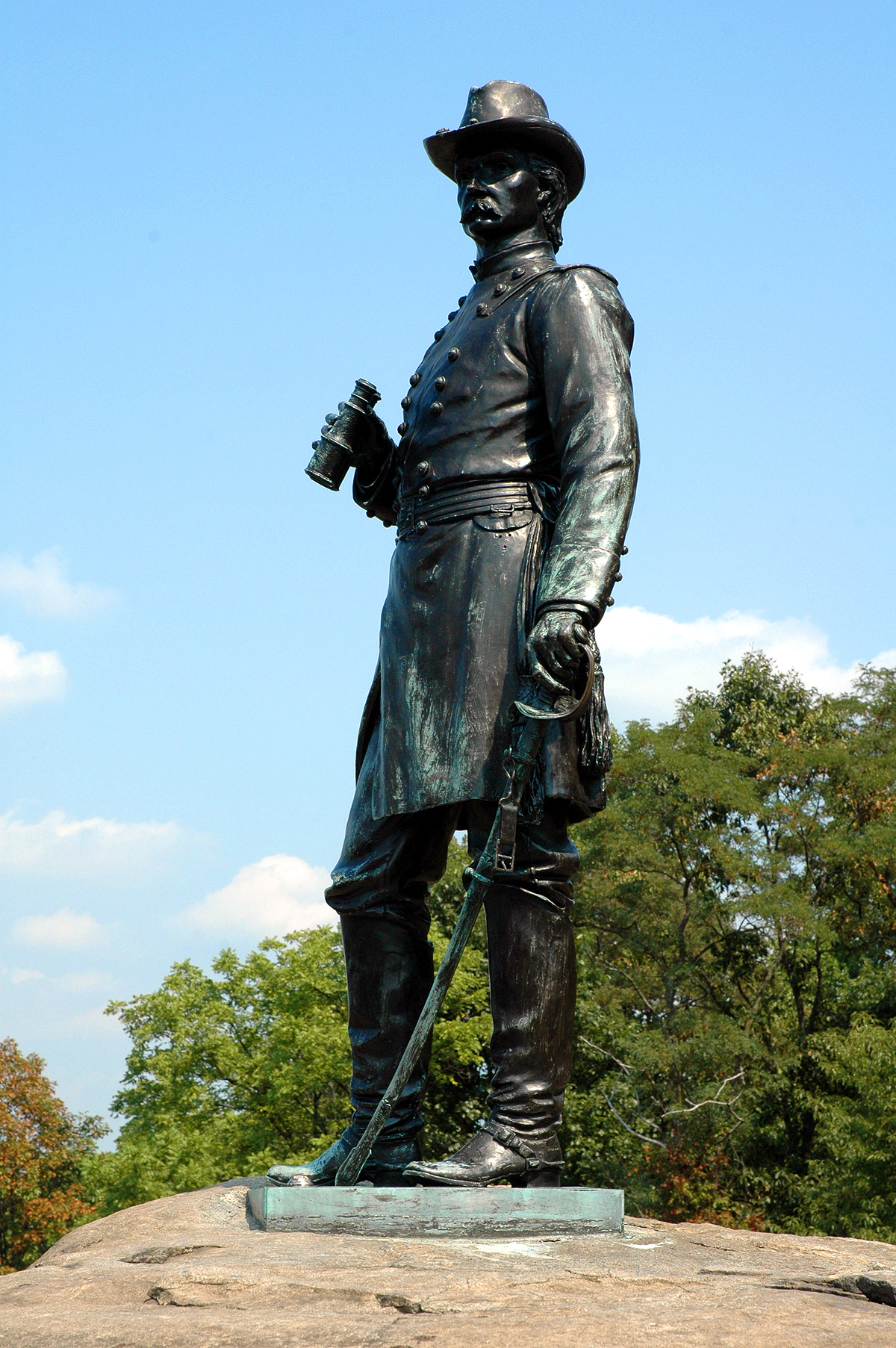
Denkmal für Warren in Gettysburg. (Karl Gerhardt, 1888)

Nach der Schlacht übernahm er anstatt des verwundeten Generals Hancock den Befehl über das II. Korps, 1864 das V., das er während Grants „Überland-Feldzugs“ (siehe u. a. Schlacht in der Wilderness, Schlacht bei Spotsylvania Court House, Schlacht von Cold Harbor) und während der Belagerung von Petersburg führte.
Im Frühjahr 1865 gehörte Warrens Korps zu Sheridans Streitmacht während des Appomattox-Feldzugs. Sheridan war jedoch mit Warrens Leistung unzufrieden und entließ ihn nach der Schlacht bei Five Forks. Erst nach seinem Tod wurde er von einem Untersuchungsausschuss rehabilitiert.
Nach dem Krieg diente Warren weiter bei den Pionieren und als Ingenieur beim Brückenbau. 1876 wurde er in die National Academy of Sciences gewählt.
Er war der Bruder von Emily Warren Roebling.